# 암흑 산소
암흑 산소 생성(dark oxygen production, DOP)은 빛에 의존하는 산소발생 광합성과 무관한 과정을 통해 분자 산소(O2)가 생성되는 현상을 지칭한다. 지구 상의 산소 대부분은 식물과 광합성 활성 미생물에 의한 광합성을 통해 생성되지만, DOP는 다양한 비생물적 및 생물적 과정을 통해 발생하며, 암흑의 무산소 환경에서 호기성 대사를 지원할 수 있다.

## 비생물적 DOP
비생물적 DOP는 다음과 같은 여러 메커니즘을 통해 발생할 수 있다.
- 물의 방사선 분해: 이 과정은 일반적으로 대수층과 같은 어두운 지질 생태계에서 발생하며, 주변 암석의 방사성 원소 붕괴로 인해 물 분자가 분해되어 O2가 생성된다.[1]방사선 붕괴가 암흑산소 생성의 주요원인으로 꼽힌 사레는 아직 매우 드물다.
- 표면 결합 라디칼의 산화: 석영과 같은 규소 함유 광물의 표면에서, 표면 결합 라디칼이 산화되어 O2 생성에 기여할 수 있다.[2][3][4]

O2의 직접적인 형성 외에도, 이러한 과정들은 종종 수산화 라디칼(OH•), 초과산화물(O2•-), 과산화수소(H2O2)와 같은 활성 산소종(reactive oxygen species, ROS)을 생성한다. 이러한 ROS는 초과산화물 불균등화효소와 카탈레이스 같은 효소를 통해 생물학적으로, 또는 제일철과 다른 환원된 금속들과의 반응을 통해 비생물학적으로 O2와 물로 전환될 수 있다.

## 생물적 DOP
생물적 DOP는 미생물들이 다음과 같은 특정 미생물 과정을 통해 수행한다.
- 아염소산염 불균등화: 이는 아염소산염(ClO2-)을 O2와 염화물 이온으로 불균등화하는 과정이다.[7]
- 일산화질소 불균등화: 이는 일산화질소(NO)를 O2와 질소 가스(N2) 또는 아산화질소(N2O)로 불균등화하는 과정이다.[8][9][10]
- 메탄오박틴을 통한 물 분해: 메탄오박틴은 물 분자를 분해하여 O2를 생성할 수 있다.[11]

이러한 과정들은 미생물 군집이 산소가 부족한 환경에서도 호기성 대사를 유지할 수 있게 한다.

## 실험적 증거

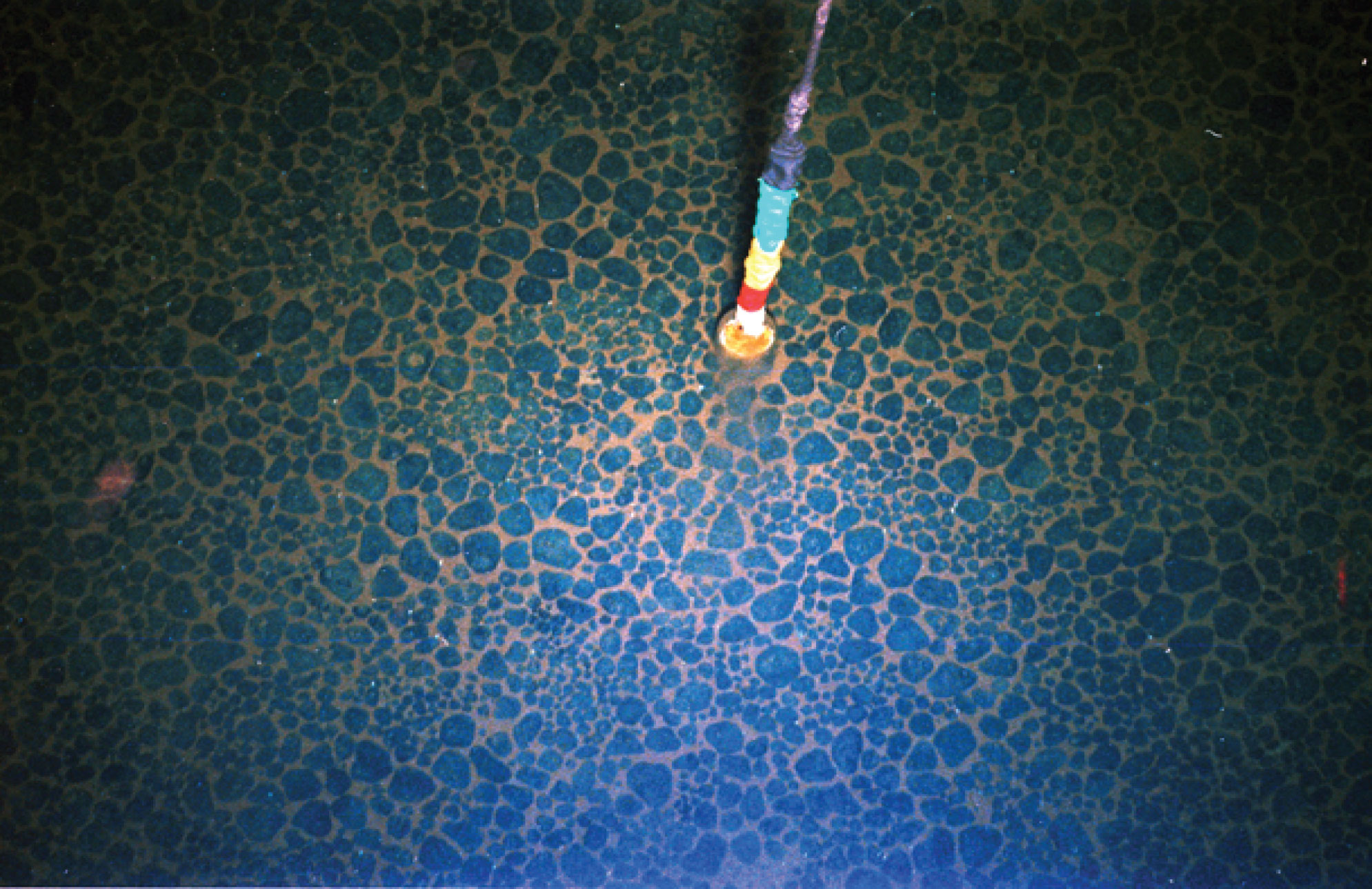
쿡 제도 해안의 망간 단괴 층

최근 연구들은 다양한 지질학적 및 지하 환경에서 DOP에 대한 설득력 있는 증거를 제시하고 있다.
- 지하수 생태계: 이전에 무산소 상태라고 가정되었던 오래된 지하수에서 용존 산소 농도가 측정되었다. 이러한 O2의 존재는 암흑 산소를 생성할 수 있는 미생물 군집과 물의 방사선 분해에 기인한 것으로 여겨진다. 메타게놈 분석과 산소 동위원소 연구는 대기와의 혼합보다는 국지적 산소 생성을 더욱 뒷받침한다.[12]
- 해저 환경: DOP의 증거는 심해저, 특히 다금속 단괴가 풍부한 지역에서도 제시되었다. 이러한 단괴들은 해수 전기분해를 일으킬 수 있는 충분한 전류를 생성하여 O2 생성을 초래한다고 제안되었다.[13]

## 함의
DOP는 다양한 경로를 가지고 있음에도 불구하고, 전통적으로 지구 시스템에서 무시할 만한 수준으로 여겨져 왔다. 그러나 최근의 증거들은 어둡고 겉보기에 무산소 상태인 환경에서 O2가 이전에 생각했던 것보다 훨씬 더 큰 규모로 생성되고 소비되고 있음을 시사하며, 이는 전 지구적 생지화학적 순환에 중요한 함의를 지닌다.